# Fred Luther
Fred Erik Edmund Luther, född 9 november 1915 i Novorossijsk, död 17 november 2001 i Jakobstad, var en finländsk kemist. 
Luther blev filosofie magister 1946 och var laboratoriechef på Ahlströms pappersbruk i Kauttua 1946–1980. Han ledde som löjtnant under dramatiska skeden försvaret av Bengtskär med dess fyr mot en överraskningsattack av en rysk avdelning stöttrupper från marinbasen i Hangö den 26 juli 1941, varunder han sårades två gånger. Han deltog i striderna vid Tali 1944 som maskingevärsofficer i infanteriregementet JR 13.